# Sept fois femme
Pour plus de détails, voir Fiche technique et Distribution.
Sept fois femme (Woman Times Seven) est un film à sketches américano-franco-italien réalisé par Vittorio De Sica et sorti en 1967.
Sept déclinaisons de la femme, incarnée par Shirley MacLaine, allant de la romantique à la réaliste en passant par la capricieuse :
1. Paulette (Funeral Procession)
2. Maria Teresa (Amateur Night)
3. Linda (Two Against One)
4. Édith (Super Simone)
5. Ève (At The Opera)
6. Marie (The Suicides)
7. Jean (Snow)

## Synopsis
Les sept sketches se déroulent à Paris. « La Femme », héroïne du film, pleure dans six des sketches (sauf dans Linda) : de chagrin, de rage, de déception, de désespoir ou de mélancolie comme dans le sketch Jean où, dernières images du film, elle verse une larme pudiquement masquée par la pluie qui ruisselle sur la vitre.

### Sketch 1:Paulette (Funeral Procession)
Dans le cortège funèbre escortant la dépouille de son mari, Paulette oublie vite chagrin et procession en compagnie de Jean, le médecin charmeur du défunt.

### Sketch 2:Maria Teresa (Amateur Night)
Rentrant d’Italie la veille du jour prévu, Maria Teresa surprend dans la nuit son mari Giorgio  dans le lit conjugal, mais en compagnie de sa meilleure amie Ninette. Piquant une crise de rage et de jalousie, elle décide, par vengeance, de se donner au premier venu. Elle va se mêler aux prostituées du bois de Boulogne, mais, n’arrivant pas à conclure, car entravée par sa pudeur, elle est raccompagnée au bercail par Didi, un souteneur qui va corriger le mari.

### Sketch 3:Linda (Two Against One)
À l’issue d’un congrès scientifique, Linda, une interprète, discourant de la suprématie de l'art sur la chair, convie deux savants (émoustillés) dans son appartement. Elle se dénude pour leur réciter des poèmes de Thomas Stearns Eliot et leur projeter des diapositives artistiques alors qu'ils ne pensent qu'à une chose qui finira par se concrétiser : adieu l'art et bonjour les joyeux ébats tripartites au lit.

### Sketch 4:Édith (Super Simone)
Édith est l’épouse effacée (mais très amoureuse) de Rick, un célèbre feuilletoniste mettant en scène des femmes extraordinaires. Pour rivaliser avec les héroïnes de son mari, Édith essaie d’imiter l’une d’entre elles, « Super Simone » (sorte de Wonder Woman). Rick la croit devenue folle et la fait examiner par un psychanalyste.

### Sketch 5:Ève (At The Opera)
Alors qu’elle s’apprête à étrenner une nouvelle robe à un gala de l’Opéra Garnier, Ève découvre avec stupeur dans le magazine Marie Claire (titré Julie Christie la nouvelle Garbo, et curieusement Ève 66, vive la liberté) que sa rivale Geneviève Lisière portera la même alors que ce devait être un modèle exclusif. Avec l’aide de son mari, un riche armateur, Ève va tout mettre en œuvre pour être la seule à porter la fameuse robe. Ayant fait saboter avec une bombe la Rolls-Royce de sa rivale, elle s’apprête à faire une entrée remarquée à l’opéra. Mais alors qu’elle s’installe dans sa loge, une dame très âgée portant une robe identique à la sienne apparaît, faisant aller les regards de toute l’assistance d’une femme à l’autre. Effondrée, humiliée, Ève se retire dans le grand escalier pour pleurer sur sa déconvenue et sur l’épaule d’un garde républicain impassible. C’est là qu’elle assiste à l’arrivée précipitée de sa rivale vêtue de sa robe noircie par l’explosion de sa voiture, retournement de situation qui déclenche une crise de fou rire chez Ève, sur l’Air du toréador de l’opéra Carmen.

### Sketch 6:Marie (The Suicides)
Marie et Fred, deux amants déçus par l’humanité, veulent se suicider ensemble. Ne pouvant décider qui passera à l’acte le premier, ils déclarent forfait et se séparent honteusement.

### Sketch 7:Jean (Snow)
Jean (Jeanne) se promène en compagnie de son amie Claudie sur les Champs-Élysées et remarque un bel inconnu qui la suit. Elle s’imagine que c’est un soupirant alors qu’il s’agit d’un détective privé chargé de la surveiller par le mari soupçonneux.

## Fiche technique
- Titre original : Woman Times Seven
- Titre français : Sept fois femme
- Titre italien : Sette volte donna
- Réalisation : Vittorio De Sica
- Scénario : Cesare Zavattini, Peter Baldwin
- Assistants à la réalisation : Marc Grunebaum, Marc Monnet
- Décors : Bernard Evein, Georges Glon
- Costumes : Marcel Escoffier, Pierre Cardin pour les robes de Shirley MacLaine
- Photographie : Christian Matras
- Son : Pierre Calvet
- Montage : Victoria Mercanton, Teddy Darvas
- Musique : Riz Ortolani
- Scripte : Francine Corteggiani
- Producteurs : Arthur Cohn, Joseph E. Levine
- Directeur de production : Jacques Juranville
- Sociétés de production : Arthur Cohn Productions (États-Unis), Embassy Pictures (États-Unis, Italie), Twentieth Century Fox (États-Unis), Cormoran Films (France)
- Sociétés de distribution : Twentieth Century Fox (États-Unis, France), Connaissance du cinéma (France)
- Pays d'origine :  États-Unis,  France,  Italie
- Langue originale : anglais
- Format : couleur par Eastmancolor — 35 mm — 1.66:1 — son monophonique (Westrex Recording System)
- Genre : comédie dramatique
- Durée : 100 minutes
- Dates de sortie : États-Unis, 27 juin 1967 ; France, 11 octobre 1967
- (fr) Classification CNC : tous publics (visa d'exploitation no 33644 délivré le 3 octobre 1967)
- Affiche : Raymond Elseviers (Belgique)

## Distribution

### Sketch 1:Paulette (Funeral Procession)
- Shirley MacLaine : Paulette
- Peter Sellers : Jean
- Elspeth March : Annette

### Sketch 2:Maria Teresa (Amateur Night)
- Shirley MacLaine : Maria Teresa
- Rossano Brazzi : Giorgio
- Catherine Samie : Jeanine, une prostituée
- Judith Magre : « Trentaine Amère », une prostituée
- Laurence Badie : une prostituée
- Robert Duranton : Didi, le souteneur

### Sketch 3:Linda (Two Against One)
- Shirley MacLaine : Linda
- Vittorio Gassman : Cenci
- Clinton Greyn : Mac Cornick

### Sketch 4:Édith (Super Simone)
- Shirley MacLaine : Édith
- Lex Barker : Rick
- Elsa Martinelli : la dame au supermarché
- Robert Morley : le psychanalyste Xavier
- Jessie Robins : Marianne, la bonne

### Sketch 5:Ève (At The Opera)
- Shirley MacLaine : Ève
- Patrick Wymark : Henri
- Adrienne Corri : Mme Lisière
- Michael Brennan : M. Lisière
- Jacques Ciron : Féval
- Roger Lumont : Nossereau
- Roger Trapp : Crosnier

### Sketch 6:Marie (The Suicides)
- Shirley MacLaine : Marie
- Alan Arkin : Fred

### Sketch 7:Jean (Snow)
- Shirley MacLaine : Jean (Jeanne)
- Anita Ekberg : Claudie
- Michael Caine : « le bel inconnu » (le détective)
- Philippe Noiret : Victor, le mari
- Jacques Legras : le vendeur à la quincaillerie

## Tournage
- Période de prises de vue : 10 octobre 1966 au 10 janvier 1967.
- Intérieurs : Studios de Boulogne, Boulogne-Billancourt (Hauts-de-Seine).
- Extérieurs : Paris.

## Distinction
- Golden Globes 1968 : Shirley MacLaine nommée pour le Golden Globe Award : Meilleure actrice dans un film musical ou une comédie.